# Hans Fleischhacker (Mediziner)
Hans Fleischhacker (* 21. August 1898; † nach 1956) war ein deutsch-britischer Neurologe.

## Leben
Nach dem Studium der Medizin war Fleischhacker seit 1927 Assistent an der Universitätsklinik für Gemüts- und Nervenkranke der Johann Wolfgang Goethe-Universität Frankfurt am Main und leitete seit Juni 1928 das chemisch-serologische Laboratorium der Klinik. Allerdings stand er in keinem direkten Dienstverhältnis zur Universität, sondern wurde aus privat finanzierten Stipendien finanziert.
Fleischhacker war seit August 1928 verheiratet und seit 29. Dezember 1932 Vater eines Kindes. Seinen Dienst in Frankfurt musste er zum 30. April 1933 beenden.
Fleischhacker habe am 19. Juli 1937 die Zulassung als Nervenarzt in Berlin erhalten. Ob er tatsächlich praktiziert hat, ist nicht bekannt, und somit auch nicht, ob er seine bis 1936 ausgeübte Tätigkeit als Lehrer an der Lehranstalt für Technische Assistentinnen in Berlin haupt- oder nebenberuflich ausübte. Seine Zulassung habe vom 3. Februar 1936 bis zum 31. Dezember 1936 geruht; eine Verlängerung des Ruhens sei am 1. März 1937 abgelehnt, die Zulassung im Januar 1938 gestrichen worden.
1936 emigrierte Fleischhacker nach Großbritannien, wo er Forscher am Maudsley Hospital in London wurde. Später arbeitete er als Leiter des Departments of Pathology am Shenley Mental Hospital. Seine Forschungsschwerpunkte waren klinische Neurologie, die elektrophysiologische und chemisch-serologische Untersuchung von Geisteskranken. 1947 erhielt er die britische Staatsbürgerschaft.
Von den Nationalsozialisten wurde Fleischhacker nach seiner Emigration als Staatsfeind eingestuft. Im Frühjahr 1940 setzte das Reichssicherheitshauptamt in Berlin ihn auf die Sonderfahndungsliste G.B., ein Verzeichnis von Personen, die im Falle einer erfolgreichen deutschen Invasion Großbritanniens durch die Sonderkommandos der SS-Einsatzgruppen mit besonderer Priorität ausfindig gemacht und verhaftet werden sollten.
1953 stellte Fleischhacker einen Wiedergutmachungsantrag, da er 1933 seine Stelle aus rassistischen Gründen verloren habe und deshalb 1936 emigriert sei. Der Antrag wurde am 23. Mai 1956 abgewiesen, da Fleischhacker kein Angestellter der Stadt Frankfurt gewesen sei.